# 161 Athor
161 Athor је астероид главног астероидног појаса са пречником од приближно 44,19 km.
Афел астероида је на удаљености од 2,706 астрономских јединица (АЈ) од Сунца, а перихел на 2,050 АЈ.
Ексцентрицитет орбите износи 0,137, инклинација (нагиб) орбите у односу на раван еклиптике 9,056 степени, а орбитални период износи 1340,082 дана (3,668 године).
Апсолутна магнитуда астероида је 9,15 а геометријски албедо 0,198.
Астероид је откривен 19. априла 1876. године.